# Suhas V. Patankar
Suhas V. Patankar (* 22. Februar 1941 in Pune) ist ein indischer Ingenieur mit einer Spezialisierung auf dem Gebiet der CFD.

## Leben
Patankar studierte an der University of Pune und erhielt 1962 den Abschluss Bachelor of Engineering. Weiter studierte er am Indian Institute of Technology Bombay und machte zwei Jahre später den Abschluss Masters of Technology. An der University of London erhielt er 1967 den PhD. Als emeritierter Professor ist er an der University of Minnesota.

## Werke (Auswahl)
- Suhas V. Patankar: Numerical Heat Transfer and Fluid Flow. McGraw-Hill, 1980. ISBN 0-07-048740-5.